# Mia Arnesby Brown

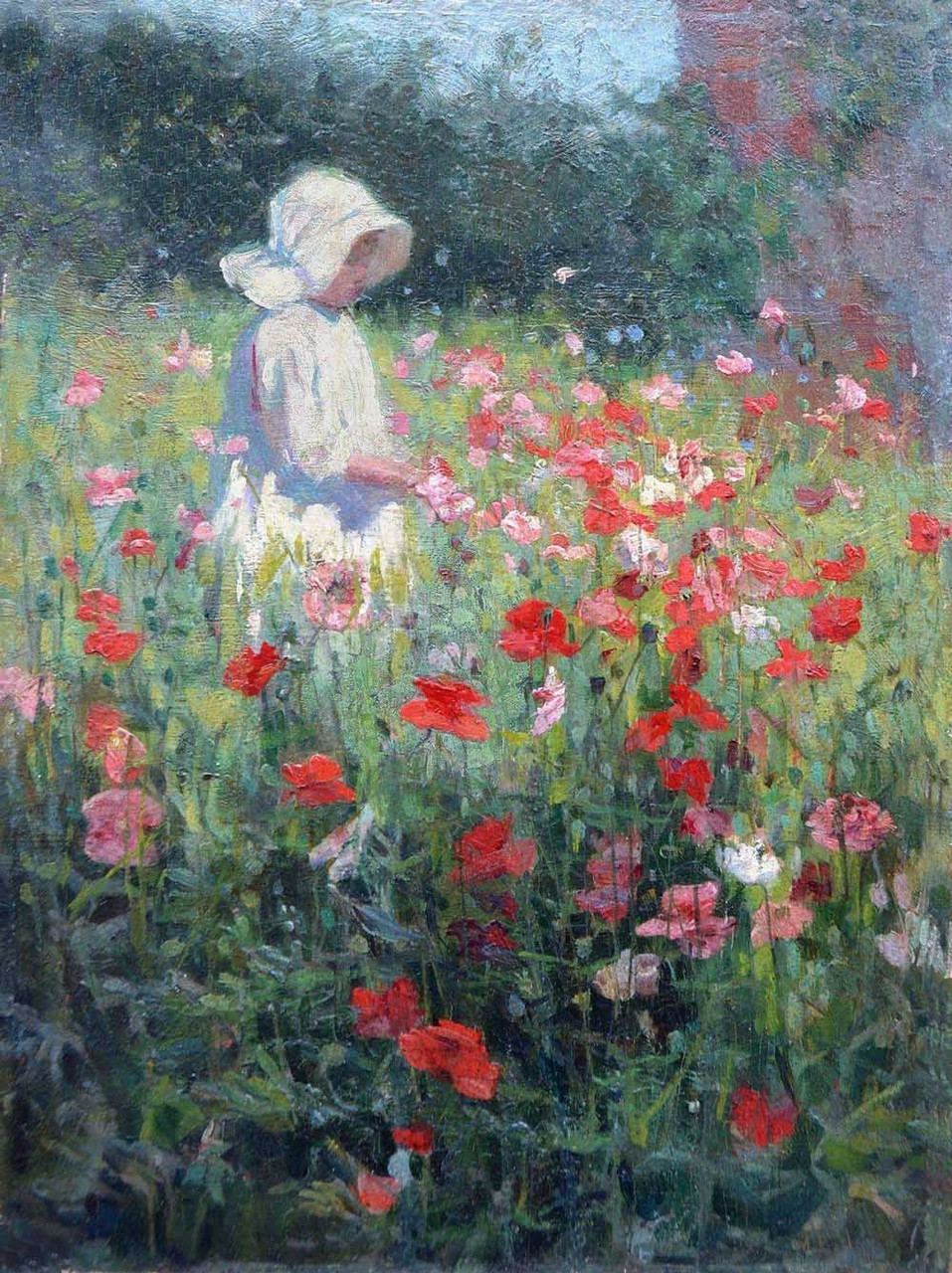
Mia Arnesby Brown: Poppies (Mohnblumen)

Mia Arnesby Brown, geb. Sarah Harriette Mia Edwards (* 1867 in Cwmbran, Llanfrechfa, Monmouthshire, Wales; † 1931 in Haddiscoe, Norfolk) war eine walisische Malerin, die insbesondere für ihre Porträts von Kindern bekannt war.

## Leben
Mia Edwards wurde 1867 in Cwmbran, Monmouthshire, als Tochter des Reverend Charles Smallwood Edwards geboren. Sie studierte bei Hubert von Herkomer in Bushey. 1894 stellte sie unter ihrem Mädchennamen Mia Edwards bei der Nottingham Castle Exhibition of Cornish Painters aus. Sie zeigte mindestens fünf Werke bei der Royal Cambrian Academy of Art unter ihrem Mädchennamen. 1896 heiratete sie den Maler John Arnesby Brown. Das Paar verbrachte die Sommer- und Herbstmonate in Norfolk und die Winter- und Frühlingsmonate in St Ives, Cornwall, wo sie Teil der Künstlerkolonie der Newlyn School waren. Schließlich ließen sie sich im Dorf Haddiscoe in Norfolk nieder, wo Mia Arnesby Brown 1931 verstarb.

## Werk
Mia Arnesby Brown war bekannt für ihre Porträt- und Figurenmalerei, insbesondere für Darstellungen von Kindern. Eines ihrer bekanntesten Werke ist The Garden Boy, das sich in der Sammlung des National Museum Wales befindet. Weitere Werke befinden sich in öffentlichen Sammlungen, darunter Girl Fishing (1918), Sleeping Girl (1931) und Thomas South Mack as a Small Boy (undatiert) in den Norfolk Museums, Norwich, sowie Country Girl in der Leamington Spa Art Gallery. Sie stellte häufig in der Royal Academy of Arts in London aus und nahm an verschiedenen Ausstellungen teil, darunter die Nottingham Castle Exhibition of Cornish Painters im Jahr 1894.